# Erich Graes
Erich August Graes (* 5. Mai 1901 in Köln; † 24. August 1980 in Bottrop) war ein deutscher Polizeibeamter. Graes war unter anderem Leiter der Kriminalpolizeileitstelle in Danzig.

## Leben

### Frühes Leben
Graes war das dritte Kind des späteren Kriminaldirektors Peter Wilhelm Graes (* 17. Juni 1867 in Kalendenkirchen) und seiner Ehefrau Karola, geb. Gendron (* 23. Mai 1868 in Essen).
Nach dem Besuch der Volksschule (1907–1911), des Friedrich-Wilhelm-Gymnasiums in Köln (1911 bis 1915) und des städtischen Gymnasiums in Köln-Kalk (1915 bis 1917), das er mit der Obersekundareife verließ, trat Graes zu Ostern 1917 als Lehrling beim Barmer Bankverein in Köln ein. Dort durchlief er eine knapp dreijährige Lehre zum Bankkaufmann.
Zum 1. Januar 1920 wurde Graes nach Abschluss seiner Lehre als Bankbeamter beim Barmer Bankverein in Köln übernommen. Er verblieb dort bis zum 31. März 1923, um dann zum 1. April 1923 in das Bankhaus Richard Edel in Köln zu wechseln, wo er bis zum 31. März 1924 tätig blieb. In den folgenden Jahren führte er für verschiedene Firmen Bücher und fertigte Bilanzen an. Außerdem war er während der Jahrtausend-Ausstellung in Köln im Überwachungsdienst tätig.

### Tätigkeit im Polizeidienst von 1926 bis 1934
Zum 15. April 1926 trat Graes als Kriminalkommissaranwärter in die Kölner Polizeiverwaltung ein. Vom 20. April bis 22. August 1927 absolvierte Graes einen Kriminalkommissarlehrgang an der Höheren Polizeischule in Berlin-Charlottenburg, den er mit dem Bestehen der Aufnahmeprüfung für den Polizeidienst abschloss.
Vom 23. August 1927 bis Ende Juni 1927 war Graes als Hilfskriminalkommissar bei der Kriminaldirektion in Köln als Direktionskommissar und später als Leiter von Einbruchs- und Diebstahlkommissariaten tätig.
Zum 1. Juni 1928 wurde Graes als Kriminalkommissar auf Probe zum Polizeipräsidium in Gleiwitz versetzt und erhielt beim Polizeipräsidium in Hindenburg die Leitung des Einbruchskommissariats. Zum 1. Oktober 1928 erfolgte seine Ernennung zum Kriminalkommissar.
1929 wurde Graes zum Leiter des Polizeikommissariats in Hindenburg ernannt. Politisch gehörte er zu dieser Zeit der Sozialdemokratischen Partei Deutschlands (SPD) an.
Zum 15. April 1930 wurde Graes zur damals neugebildeten Landespolizeistelle in Oppeln versetzt, wo er die Leitung der Spionageabwehrstelle für die Provinz Oberschlesien erhielt.

### Tätigkeit im Geheimen Staatspolizeiamt
Zum 1. Mai 1934 wurde Graes als Experte für Abwehraufgaben in das Geheime Staatspolizeiamt (Gestapa) in Berlin versetzt, dessen Kontrolle kurz zuvor, im April 1934, von der SS übernommen worden war. Dort tat er in der damaligen Hauptabteilung 3 (Spionageabwehr) Dienst.
Ein ehemaliger Gestapo-Mitarbeiter, der 1940 unter dem Namen „Hansjuergen Koehler“ in Großbritannien einen Insider-Bericht über die Organisation der Gestapo veröffentlichte, behauptete in diesem, die Versetzung Graes’ nach Berlin sei auf Betreiben des Leiters der Abwehrabteilung im Gestapa, Günther Patschowsky erfolgt, der wie Graes bis 1933 in Schlesien tätig gewesen war. Zu seinem Hintergrund führt Koehler an, dass Graes in den 1920er-Jahren eine wichtige Rolle beim passiven Abwehrkampf gegen die Franzosen im besetzten Rheinland gespielt habe.
Koehler gibt die folgende Charakteristik von Graes:

“He is of middle stature, rather plump and very heavy hearing; his hair is fair an thinning, his eyes lively and light of colour, his face smooth-shaven. He looks very alert and quick-witted.”

„Er ist von mittlerer Statur, ein wenig rundlich und hört überaus schlecht. Sein Haar ist blond und dünnt aus, seine Augen sind lebhaft und von heller Farbe, sein Gesicht ist glattrasiert. Er wirkt überaus aufgeweckt und geistig rege.“

Koehler zufolge war Graes für die Zeit um 1934 Leiter der „Unterabteilung West“ in der Abwehrabteilung des Gestapas. In dem nach dem Zweiten Weltkrieg bekannt gewordenen Geschäftsverteilungsplan des Geheimen Staatspolizeiamte vom 25. Oktober 1934 taucht tatsächlich eine Unterabteilung III 2 innerhalb der Abwehrabteilung auf, die die Bezeichnung „Landesverrat und Spionageabwehr Westen“ führt. Der Name des Leiters dieser Abteilung wird allerdings, wohl aus Geheimhaltungsgründen, nicht genannt, so dass ein Beweis für die Richtigkeit der Behauptung, dass dies Graes war, noch aussteht.
Im Geschäftsverteilungsplan des Geheimen Staatspolizeiamtes vom 1. Oktober 1935 taucht Graes schließlich mit Namen auf: Zu diesem Zeitpunkt fungierte er als Leiter des Dezernats III 3 A („Allgemeine Abwehr und Vorbereitungsmaßnahmen, Sonderaufträge“) innerhalb der Abwehrabteilung.
Am 1. April 1936 wurde Graes als Vertreter des Leiters und als Sachbearbeiter für Spionageabwehr an die damals im Aufbau befindliche Staatspolizeistelle Wilhelmshaven versetzt.
Am 1. Juni 1937 wurde Graes zur Polizeiverwaltung in Bochum versetzt, wo er die Inspektion für Gross-Bochum und Witten führte.

### Zweiter Weltkrieg
Zu Beginn des Zweiten Weltkrieges wurde Graes zur Einsatzgruppe VI abgeordnet. Bei dieser war er Vertreter des Einsatzkommandos 15 in Posen. Anschließend leitete er den Aufbau der Kriminalpolizeistelle in Posen, womit er bis zur Aufhebung seiner Abkommandierung am 23. Mai 1940 beschäftigt war. Während seiner Tätigkeit in Posen wurde Graes das Kriegsverdienstkreuz II. Klasse mit Schwertern verliehen.
Nach dem Ende seiner Abkommandierung in den Osten war Graes von Ende Mai 1940 bis zum 10. Juli 1940 erneut bei der Kriminalpolizeistelle Bochum tätig. Am 14. Juni 1940 beantragte Graes die Aufnahme in die NSDAP und wurde zum 1. Juli desselben Jahres aufgenommen (Mitgliedsnummer 8.321.157).
Zum 11. Juli 1940 wurde Graes an die Polizeiverwaltung in Magdeburg versetzt, wo er die Leitung der Gruppe I innehatte.
Von April 1943 bis zum Ende des Zweiten Weltkriegs amtierte Graes als Leiter der Kriminalpolizeileitstelle in Danzig im Rang eines Kriminaldirektors. Sein direkter Vorgesetzter war der Inspekteur der Sicherheitspolizei und des SD Hellmut Willich.  Im Jahr 1944 wurde Graes mit der regionalen Fahndung nach zahlreichen britischen Fliegern betraut, die im Rahmen des größten Ausbruchs aus einem deutschen Kriegsgefangenenlagers während des Krieges aus dem Stalag Luft III im niederschlesischen Sagan entkommen waren. Tatsächlich gelang es Graes und seinen Leuten, einige der Ausbrecher festzunehmen, welche später von der Gestapo ermordet wurden. Der Stoff wurde 1963 in dem Hollywoodfilm Gesprengte Ketten verarbeitet.
Zum 18. März 1944 wurde Graes in die SS aufgenommen (SS-Nummer 476.077). In der SS wurde er formationsmäßig dem Reichssicherheitsdienst zugeteilt. In Analogie zu seinem Polizeidienstgrad erhielt er in der SS, gemäß der Bestimmung das Polizeiangehörige in der SS einen ihrem Polizeirang entsprechenden SS-Dienstgrad erhalten sollten, den Angleichungsdienstgrad eines SS-Sturmbannführers.

### Nachkriegszeit
Zum Ende des Zweiten Weltkriegs geriet Graes in amerikanische Gefangenschaft. Mindestens bis 1947 wurde er in einem Lager bei Neumünster interniert. Die britische Militärjustiz vernahm ihn zu dieser Zeit als Zeuge in Zusammenhang mit der Ermordung der britischen Piloten.

## Ehe und Familie
Graes heiratete am 19. April 1928 in Köln Elisabeth Katharina Hubertine Unbehau (* 9. September 1904 in Köln-Mülheim; † 1986), mit der er seit dem 29. Mai 1924 verlobt war. Aus der Ehe gingen die Töchter Anneliese (* 5. November 1930) und Helga (* 25. November 1936) hervor.
Zum 13. Oktober 1937 trat er aus der Kirche aus.

## Beförderung
- 1. Oktober 1928: Kriminalkommissar
- 1. Mai 1935: Kriminalrat

## Archivarische Überlieferung
Im Bundesarchiv haben sich Personalunterlagen zu Graes erhalten. Namentlich finden sich im Bestand des ehemaligen BDC eine SS-Personalakte (SSO-Mikrifilm 26-A, Bilder 1056 bis 1079) und eine Akte des Rasse- und Siedlungshauptamtes der SS (RS-Film B 5269, Bilder 2887 bis 2996) zu Graes.